# Julio Argentino Roca

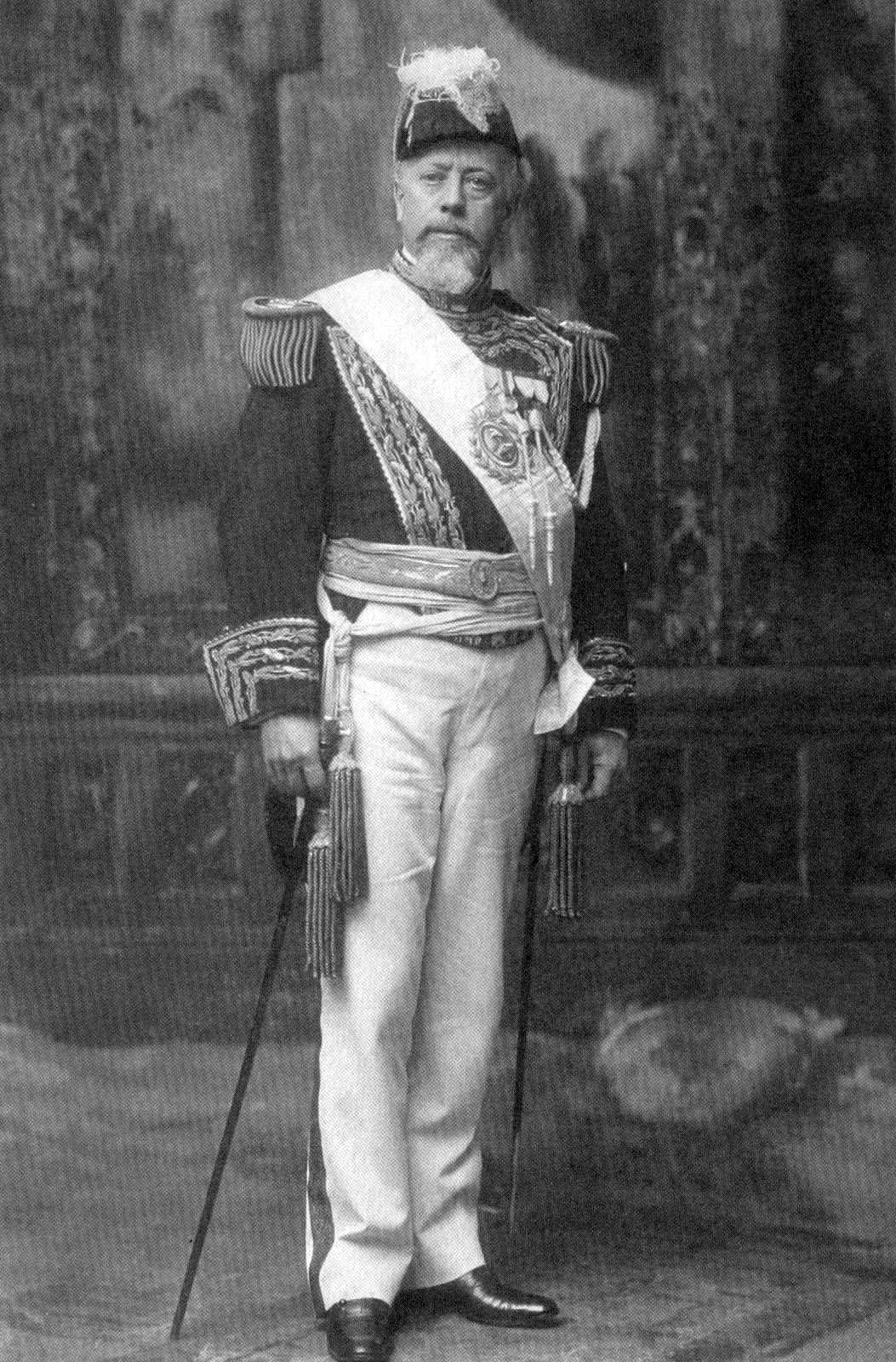
Julio Argentino Roca als Präsident

Alejo Julio Argentino Roca (* 17. Juli 1843 in Tucumán; † 19. Oktober 1914 in Buenos Aires) war ein argentinischer General und Politiker. Er war von 1880 bis 1886 und von 1898 bis 1904 Präsident von Argentinien.

## Leben
Julio Roca war noch keine 15 Jahre alt, als er am 19. März 1858 in die Armee der argentinischen Konföderation eintrat. Er nahm an verschiedenen Schlachten und Kriegen teil, unter anderem am Krieg der Tripel-Allianz gegen Paraguay. Präsident Nicolás Avellaneda ernannte ihn später nach seinem Sieg gegen José M. Arredondo zum General.
Während der Präsidentschaft von Avellaneda war er Kriegsminister und seine Aufgabe war es, die Wüstenkampagne, welche von Adolfo Alsina initiiert wurde, vorzubereiten. Als dieser im Dezember 1877 starb, führte Roca diese Kampagne fort und beendete sie 1879 erfolgreich. Seitdem hatte er den Beinamen Conquistador del Desierto (Eroberer der Wüste).
Aufgrund seiner militärischen Erfolge und des damit verbundenen riesigen Landgewinns wurde er als Nachfolger für Präsident Avellaneda vorgeschlagen. Im Oktober 1879 beendete er seine militärische Karriere, um sich auf den Wahlkampf vorzubereiten. Als 1880 Carlos Tejedor eine Revolution anzettelte, war er eine der Schlüsselfiguren bei der Föderalisierung des Landes und der Ernennung von Buenos Aires zur Hauptstadt Argentiniens.
Nach dem Sieg über Tejedor übernahm Roca am 12. Oktober 1880 das Präsidentenamt. Unter seinem Mandat wurden die so genannten Laizistischen Gesetze (Leyes Laicas) verabschiedet, die eine Reihe von Funktionen verstaatlichte, die vorher in der Hand der Kirche waren. Er schuf außerdem das so genannte Registro Civil, ein Verzeichnis aller Geburten, Todesfälle sowie Eheschließungen und machte die Grundschulausbildung kostenfrei, indem er kirchliche Bildungseinrichtungen verstaatlichte. Dies führte zu einem Bruch der Beziehung zum Vatikan. Des Weiteren verwandelte Roca die argentinische Wirtschaft in eine staatsgelenkte Wirtschaft. Im Mai 1886 wurde er Ziel eines Attentats, welches er aber überlebte.
An der Revolution von 1890, die von Leandro N. Alem und Bartolomé Mitre (Unión Civica, später Unión Cívica Radical) angezettelt wurde, beteiligte sich Julio A. Roca nicht direkt, aber er war über die damit verbundene Schwächung von Miguel Juárez Celman erfreut. Er selbst hatte Juárez Celman als seinen Nachfolger vorgeschlagen. Celman entfernte sich aber von Roca und reprivatisierte in korrupter Weise große Teile der Wirtschaft.
Nach seiner ersten Präsidentschaft war er Senator und unter Carlos Pellegrini Innenminister. Als Präsident Luis Sáenz Peña im Januar 1895 zurücktrat, übernahm José Evaristo Uriburu die Präsidentschaft. Während dieser Präsidentschaft war Julio A. Roca Präsident des Senats und deswegen zwischen dem 28. Oktober 1895 und dem 8. Februar 1896 interimistisch nochmals Präsident, als Uriburu erkrankte.
Mitte 1897 wurde er von der Partei Partido Autonomista Nacional nochmals als Präsidentschaftskandidat aufgestellt und konnte ohne Gegenkandidaten am 12. Oktober 1898 eine zweite reguläre Amtszeit als Präsident antreten. Während seiner zweiten Präsidentschaft wurde das so genannte Ley de Residencia-Gesetz verabschiedet, welches es ermöglichte, Gewerkschaftsführer des Landes zu verweisen. Außerdem wurde 1901 der Wehrdienst eingeführt. Im Jahr 1902 wurde der Grenzkonflikt mit Chile beigelegt. Seine zweite Präsidentschaft endete 1904.
1912 wurde Julio Roca von Präsident Roque Sáenz Peña zum Außerordentlichen Botschafter in Brasilien bestellt. Dort rief er den nach ihm benannten Copa Roca, einen Fußballwettbewerb zwischen Argentinien und Brasilien, ins Leben. 1914 kehrte er nach Argentinien zurück. Er starb am 19. Oktober 1914.

## Nachleben
Julio Argentino Roca ist eine repräsentative Figur der argentinischen Nationalgeschichte. Das zeigt sich nicht nur darin, dass ein Bild von ihm heute auf dem 100-Peso-Geldschein Argentiniens abgebildet ist. Er ist auch anders präsent, nämlich als vielfältiger Namenspatron, so im Namen der Stadt General Roca, oder mit einem Reiterdenkmal an zentraler Stelle in Buenos Aires.
Der französische Polarforscher Jean-Baptiste Charcot benannte die Roca-Inseln vor der Westküste der Antarktischen Halbinsel nach ihm. Der schottische Polarforscher William Speirs Bruce tat Entsprechendes mit dem Kap Roca von Laurie Island im Archipel der Südlichen Orkneyinseln.
Die Auseinandersetzung mit der nationalen Vergangenheit hat den „Eroberer der Wüste“ in der jüngeren Vergangenheit in den Mittelpunkt gerückt. In der Debatte dreht es sich darum, ob das Ziel der „Wüstenkampagne“, nämlich mit entschiedenem Vernichtungswillen den Konflikt mit der indigenen Bevölkerung an den Grenzen der europäischen Besiedlung zu lösen, nicht ein Völkermord zu nennen ist. Der Menschenrechtler und Direktor des Zentrums für Genozidstudien an der Universidad Nacional de Tres de Febrero Daniel Feierstein zum Beispiel sieht in den Grenzkriegen gegen die Indigenen einen mit der Staatsbildung aufs Engste verbundenen Genozid („genocidio constituyente“). So strebte vor allem Osvaldo Bayer an, Julio A. Roca als denkmalwürdige Figur aus dem nationalen Gedächtnis verschwinden zu lassen.